# Oenosandridae

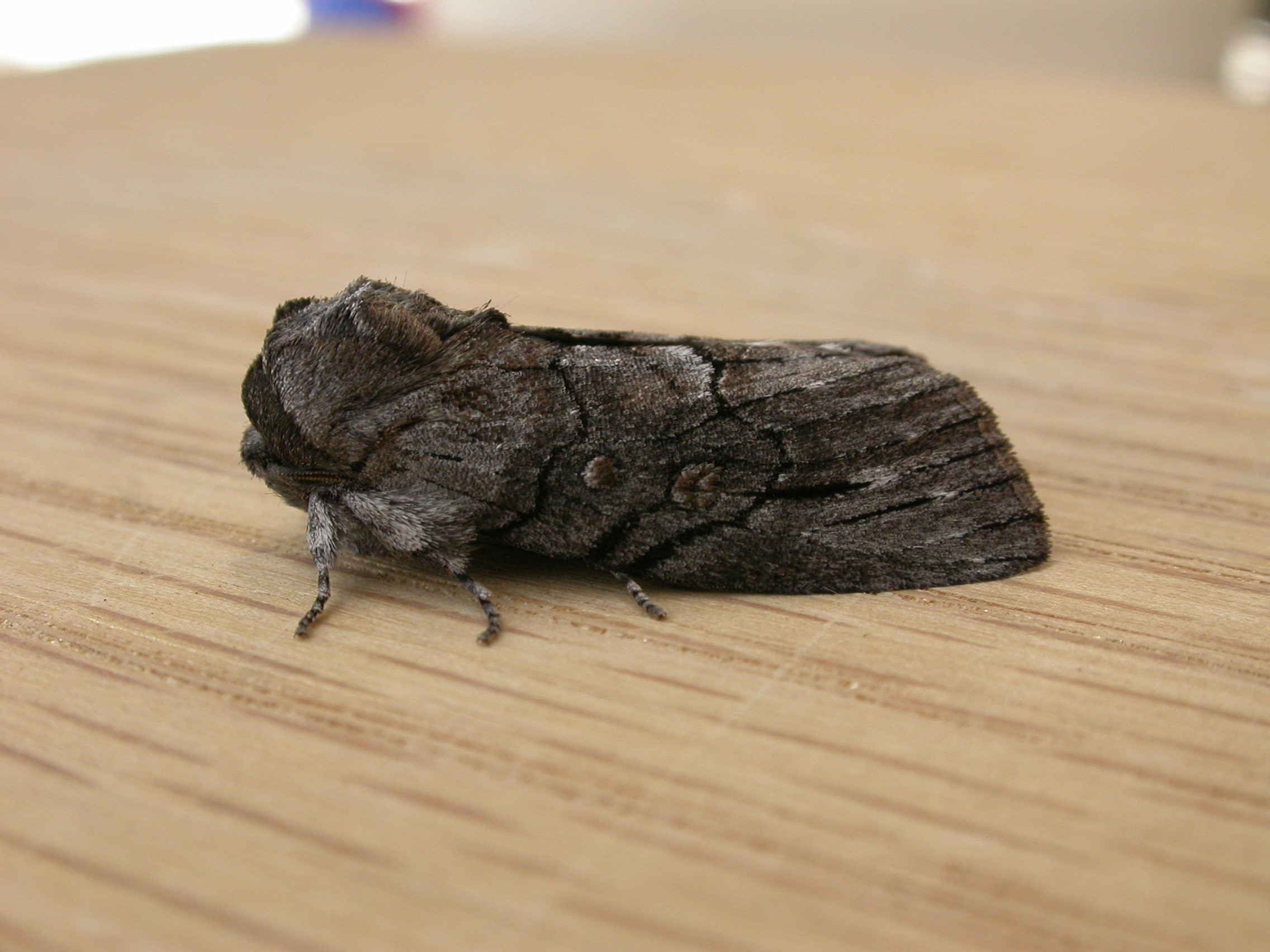
Discophlebia catocalina

Die Oenosandridae sind eine Familie der Schmetterlinge, innerhalb der Überfamilie Noctuoidea. Die Gruppe wurde ursprünglich den Prozessionsspinnern (Thaumetopoeinae) zugerechnet, da die Weibchen ebenfalls einen Afterbusch am Hinterleibsende tragen. Die Gestalt dieser Behaarung unterscheidet sich jedoch, weswegen die ursprünglich einzige Gattung der Familie, Oenosandra, in den Familienrang erhoben wurde. Derzeit sind drei Arten der Gattung Oenosandra und fünf der Gattung Discophlebia bekannt, die in Australien beheimatet sind.

## Merkmale
Von der Gattung Oenosandra wird angenommen, dass sie eine Schwestergruppe zu allen übrigen Gruppen der Noctuoidea darstellt. Die Autapomorphien der Gruppe ist eine einzelne Borste mittig am Rücken des dritten Thoraxsegmentes der Raupen sowie die Anordnung der Hakenkränze an den Bauchbeinen. Die Falter weisen einen Sexualdimorphismus auf. Die Gattung Discophlebia unterscheidet sich zwar deutlich von dieser Gattung, insbesondere in Bezug auf die Eiablage und auf die Gestalt des Chorions der Eier, wird aber ebenso der Familie Oenosandridae hinzugerechnet. 
Die Eier der Oenosandridae sind mit feinen länglichen Strukturen versehen. Sie werden in Gruppen abgelegt, wobei das Gelege mit Wolle des Afterbusches bedeckt wird. Die gesellig lebenden Raupen ruhen tagsüber unterhalb von loser Rinde ihrer Nahrungsbäume, Eukalypten (Eucalyptus). Sie sind nachtaktiv und ernähren sich von alten Blättern der Pflanzen.

## Belege